# Mount Brøgger
Mount Brøgger är ett berg i Antarktis. Det ligger i Östantarktis. Nya Zeeland gör anspråk på området. Toppen på Mount Brøgger är 1 454 meter över havet, eller 290 meter över den omgivande terrängen. Bredden vid basen är 6,2 km.
Terrängen runt Mount Brøgger är huvudsakligen kuperad, men söderut är den bergig. Trakten är obefolkad. Det finns inga samhällen i närheten.